# 국도 제67호선
국도 제67호선 (칠곡 ~ 군위선, 國道第六十七號 漆谷軍威線)은 경상북도 칠곡군 왜관읍 왜관 교차로에서 대구광역시 군위군 군위읍 군위 나들목을 잇는 대한민국의 일반 국도이다.

## 역사
- 1996년 7월 1일 : 2000년대의 교통수요에 대처하기 위하여 칠곡군 왜관읍 ~ 구미시 구간으로 구성된 국도 제67호선(칠곡~구미선)을 새로 신설.[1]
- 2008년 11월 3일 : 군위군 군위 나들목과 구미시 국가산업4단지를 잇는 지방도 제930호선이 국도로 승격.[2]
- 2008년 11월 17일 : 경상북도 구미시 ~ 군위군 구간이 국도로 승격됨에 따라 종점이 구미시 산동읍에서 군위군 군위읍으로 변경됨. 이에 따라 노선명도 '칠곡 ~ 구미선'에서 '칠곡 ~ 군위선'으로 변경.[3]
- 2012년 12월 20일 : 왜관 ~ 석적간 도로(칠곡군 왜관읍 왜관리 ~ 석적읍 중리) 11.43km 구간 4차선 확장 개통[4][5], 기존 칠곡군 왜관읍 석전리 ~ 석적읍 중리 9.9km 구간 폐지[6]
- 2014년 7월 1일 : 구미시 옥계동 ~ 산동면 성수리 3.24km 구간 확장 개통[7]

## 주요 경유지
경상북도
- 칠곡군 (왜관읍 · 석적읍) - 구미시 (시미동 · 진평동 · 임수동 · 황상동 · 구포동 · 옥계동 · 산동읍 · 장천면 )

대구광역시
- 군위군 군위읍

## 노선
| 이름                           | 접속 노선                                   | 소재지                         | 소재지                         | 비고                                         |
| 국가지원지방도 제67호선과 직결 | 국가지원지방도 제67호선과 직결              | 국가지원지방도 제67호선과 직결 | 국가지원지방도 제67호선과 직결 | 국가지원지방도 제67호선과 직결               |
| ------------------------------ | ------------------------------------------- | ------------------------------ | ------------------------------ | -------------------------------------------- |
| 왜관 교차로                    | 관문로                                      | 칠곡군                         | 왜관읍                         | 시점                                         |
| 왜관과선교                     |                                             | 칠곡군                         | 왜관읍                         |                                              |
| 칠곡보 좌안                    |                                             | 칠곡군                         | 석적읍                         |                                              |
| 중지 교차로                    | 석적로                                      | 칠곡군                         | 석적읍                         |                                              |
| 중지교                         |                                             | 칠곡군                         | 석적읍                         |                                              |
| 포남1 교차로                   | 석적로                                      | 칠곡군                         | 석적읍                         |                                              |
| 포남2 교차로                   | 포남2길                                     | 칠곡군                         | 석적읍                         |                                              |
| 석적 교차로                    | 석적로 포망로                               | 칠곡군                         | 석적읍                         |                                              |
| 남율 교차로                    | 남율로                                      | 칠곡군                         | 석적읍                         |                                              |
| 우방1 교차로                   | 대교길                                      | 칠곡군                         | 석적읍                         |                                              |
| 우방2 교차로                   | 석적로                                      | 칠곡군                         | 석적읍                         |                                              |
| 중리 교차로                    | 석적로                                      | 칠곡군                         | 석적읍                         |                                              |
| 광암교                         | 장곡길                                      | 칠곡군                         | 석적읍                         |                                              |
| (TK케미칼3공장)                | 3공단2로                                    | 칠곡군                         | 석적읍                         |                                              |
| 중리                           | 유학로                                      | 칠곡군                         | 석적읍                         |                                              |
| (이름 없음)                    | 3공단로                                     | 구미시                         | 진미동                         |                                              |
| 구미3공단                      |                                             | 구미시                         | 진미동                         |                                              |
| (이름 없음)                    | 지방도 제514호선 (수출대로)                 | 구미시                         | 진미동                         | 지방도 제514호선과 중복                      |
| 인동광장                       | 지방도 제514호선 (삼일로) 수출대로          | 구미시                         | 인동동                         | 지방도 제514호선과 중복                      |
| 구미척화비                     |                                             | 구미시                         | 양포동                         |                                              |
| 구미2공단                      |                                             | 구미시                         | 양포동                         |                                              |
| 옥계교                         |                                             | 구미시                         | 양포동                         |                                              |
| (이름 없음)                    | 산호대로                                    | 구미시                         | 양포동                         |                                              |
| 옥계대백타운입구               | 흥안로                                      | 구미시                         | 양포동                         |                                              |
| 성수 교차로                    | 성림길                                      | 구미시                         | 산동읍                         |                                              |
| 성수천교                       |                                             | 구미시                         | 산동읍                         |                                              |
| 괴곡 교차로                    | 국도 제25호선 (낙동대로)                    | 구미시                         | 산동읍                         | 국도 제25호선과 중복                         |
| 성수교                         |                                             | 구미시                         | 산동읍                         | 국도 제25호선과 중복                         |
| 산동 교차로                    | 강동로                                      | 구미시                         | 산동읍                         | 국도 제25호선과 중복                         |
| 용문 교차로                    | 임천인덕로                                  | 구미시                         | 산동읍                         | 국도 제25호선과 중복                         |
| 하장2교                        | 국도 제25호선 지방도 제923호선 (낙동대로)   | 구미시                         | 장천면                         | 국도 제25호선과 중복 지방도 제923호선과 중복 |
| 하장삼거리                     | 강동로                                      | 구미시                         | 장천면                         | 지방도 제923호선과 중복                      |
| 상림삼거리                     | 지방도 제923호선 (강동로)                   | 구미시                         | 장천면                         | 지방도 제923호선과 중복                      |
| (이름 없음)                    | 지방도 제923호선 (송백로)                   | 구미시                         | 장천면                         | 지방도 제923호선과 중복                      |
| 수서교                         |                                             | 군위군                         | 군위읍                         |                                              |
| 군위 나들목 (군위IC 교차로)    | 55호선 중앙고속도로 국도 제5호선 (경북대로) | 군위군                         | 군위읍                         |                                              |

## 도로명
- 경상북도
  - 칠곡군 왜관읍 왜관 교차로 ~ 석적읍 중리입구 : 강변대로
  - 칠곡군 석적읍 중리입구 ~ 구미시 진미동 3공단3로 북단 : 3공단3로
  - 구미시 진미동 3공단3로 북단 ~ 인동동 인동광장 : 수출대로
  - 구미시 인동동 인동광장 ~ 산동면 괴곡 교차로 : 옥계2공단로
  - 구미시 산동면 괴곡 교차로 ~ 장천면 하장2교 : 낙동대로
  - 구미시 장천면 하장2교 ~ 하장삼거리 : 하장3길
  - 구미시 장천면 하장삼거리 ~ 상림삼거리 : 강동로
  - 구미시 장천면 상림삼거리 ~ 군위 나들목 : 장천로

## 같이 보기
- 국가지원지방도 제67호선